# Калпар, Хюсейин
Хюсейин Калпар (тур. Hüseyin Kalpar; род. 25 февраля 1955, Газиантеп) — турецкий футболист и футбольный тренер.

## Карьера игрока
Родившийся в Газиантепе Хюсейин Калпар начинал и провёл большую часть карьеры футболиста в местном «Газиантепспоре». 26 августа 1979 года он дебютировал в Первой лиге, выйдя в основном составе в гостевом поединке против «Зонгулдакспора». Спустя неделю он забил свой первый гол на высшем уровне, отметившись в домашнем матче с «Кайсериспором». В 1985—1986 годах Калпар играл за «Ванспор» во Второй лиге.

## Тренерская карьера
Свою тренерскую карьеру Хюсейин Калпар начинал в «Газиантепспоре», работая помощником главного тренера. В сезоне 1998/99 он впервые сам занял пост главного тренера, возглавив «Газиантепспор». На протяжении своей карьеры Калпар работал со множеством турецких клубов Суперлиги, Первой и Второй лиг. В 2000 году он вывел в Суперлигу «Йозгатспор», а в 2016 году — «Аланьяспор», одолевший в финале плей-офф Первой лиги «Адану Демирспор».